# Xã Wheaton, Quận Barry, Missouri
Xã Wheaton (tiếng Anh: Wheaton Township) là một xã thuộc quận Barry, tiểu bang Missouri, Hoa Kỳ. Năm 2010, dân số của xã này là 1.133 người.